# Доно Кирков
Андон (Доно) Толов Кирков е български общественик и революционер, деец на Вътрешната македоно-одринска революционна организация и „Охрана“.

## Биография
Доно Кирков е роден към 1884 година в костурското село Дреновени, тогава в Османската империя, днес в Гърция, в семейството на земеделеца Толо Кирков и съпругата му Султа. По професия е зидар.
Присъединява се към ВМОРО и след Илинденско-Преображенското въстание в 1903 година става селски войвода на организацията. Организира защитата на селото от действията на гръцката въоръжена пропаганда. По това време е и кмет на селото. След Младотурската революция емигрира в САЩ, като при избухването на Балканската война в 1912 година се връща в Македония и се присъединява като доброволец към Българската армия, като е награден с орден „За храброст“.
След войните Кирков остава в територията, окупирана от Гърция. Отказва да се пресели в България, тъй като иска да поддържа българския дух в Егейска Македония. По време на Втората световна война е български кмет и ръководител на местната организация на Охрана в Горно Дреновени. По време на Гражданската война в Гърция е отвлечен от дома си на 24 юли 1946 година от гръцки наказателен отряд, след което е жестоко убит. Сечен е на късове и изкормен, докато е жив.